# Nothing from Nothing
Pour les articles homonymes, voir Nothing from Nothing (chanson).
Albums par Ayumi Hamasaki
A Song for XX
(1999)
Singles
Nothing from Nothing (titré en capitales : NOTHING FROM NOTHING) est un mini-album attribué à « Ayumi featuring Dohzi-T and DJ Bass », sorti en 1995.

## Présentation
L'album sort le 1er décembre 1995 au Japon sur le label Nippon Columbia. 
C'est le premier album enregistré par Ayumi Hamasaki, alors inconnue, sous le nom de scène Ayumi, accompagnée des rappeurs Dohzi-T (en) et DJ Bass. 
Ce mini-album de cinq titres de genre hip-hop (plus un sixième titre non mentionné en bonus) comprend les trois titres déjà parus sur le single homonyme Nothing from Nothing sorti deux mois auparavant (dont l'instrumental de la chanson-titre en bonus), plus deux nouveaux titres et une version supplémentaire modifiée de la chanson-titre.
Comme le single avant lui, l'album est un échec commercial qui ne se classe pas à l'oricon, et le label décide de ne pas poursuivre son contrat avec la chanteuse ; elle ne sortira pas d'autre album pendant plus de trois ans, jusqu'à A Song for XX en 1999 sur le label concurrent Avex Trax sous son nom complet "Ayumi Hamasaki". En raison du succès ultérieur de l'artiste, ce mini-album maintenant épuisé est considéré généralement comme un objet de collection. L'oricon ne le considère pas comme faisant partie de la discographie de Ayumi Hamasaki, car sorti sous un autre nom, et ne le compte pas dans ses statistiques sur l'artiste.

## Liste des titres
| 1. | Nothing from Nothing (Single Version) (NOTHING FROM NOTHING…)                 | 5:40 |
| 2. | Limit (LIMIT)                                                                 | 6:34 |
| 3. | Paper Doll (PAPER DOLL)                                                       | 5:16 |
| 4. | Gut it-Pez                                                                    | 6:04 |
| 5. | Nothing from Nothing (Album Version) (NOTHING FROM NOTHING…)                  | 6:14 |
| 6. | Nothing from Nothing (Original Karaoke) (NOTHING FROM NOTHING…) (titre bonus) | 5:40 |